# Keude Sampoiniet
Keude Sampoiniet is een bestuurslaag in het regentschap Aceh Utara van de provincie Atjeh, Indonesië. Keude Sampoiniet telt 177 inwoners (volkstelling 2010).